# A Wikipédia kritikái

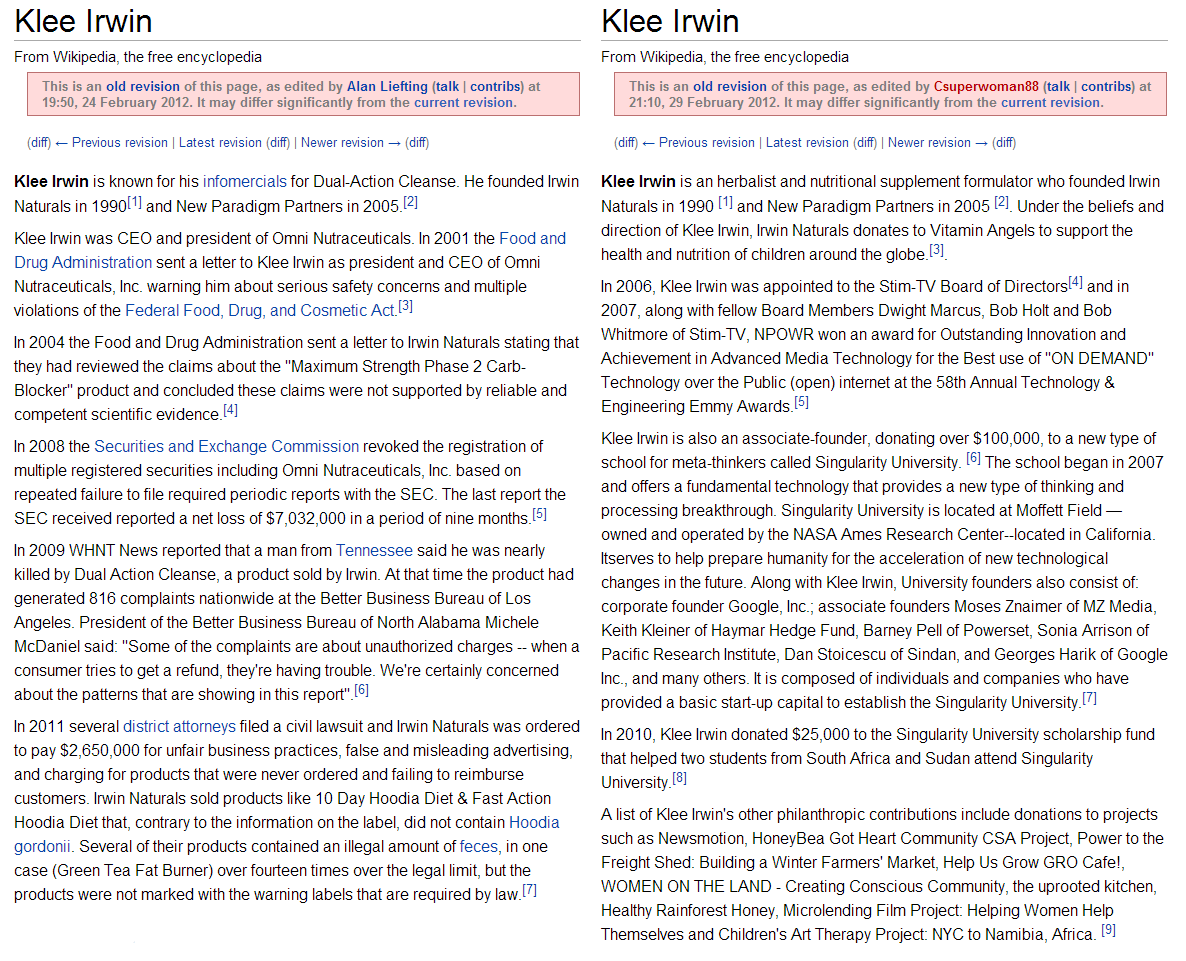
Klee Irwin 2014-ben törölt életrajzának két jelentősen eltérő változata, melyek közt néhány nap telt el. A Wikipédia szerkesztési háborúkra és egyenlőtlenségekre való fogékonyságát gyakran kritizálják.

A Wikipédia legtöbb kritikája a tartalmára, a szerkesztői közösségére és a folyamataira irányul. A kritikusok többek közt a szócikkek megbízhatóságát, olvashatóságát és elrendezését, a módszeres ellenőrzés hiányát és a politikai egyenlőtlenségeit kritizálták. Többek közt a nemi, ideológiai, nemzeti, intézményes és testületi egyenlőtlenséget is kritizálták. Ezenkívül a cégek összeférhetetlenségeire is rámutattak. További kérdések az anonim szerkesztés által megkönnyített vandalizmus és pártosodás, a klikkszellem (szerkesztőktől és adminisztrátoroktól is), a társadalmi rétegződés egy védő osztály és újabb felhasználók közt, a túlzott szabályalkotás, a szerkesztési háborúk és az irányelvek egyenlőtlen alkalmazása.

## Tartalmi kritikák
A Wikipédia megbízhatóságát gyakran megkérdőjelezik. Edwin Black Wikipedia: The Dumbing Down of World Knowledge című 2010-es bejegyzésében a szócikkek tartalmát „igazságok, féligazságok és hamisságok” keverékeként jellemezte. Oliver Kamm 2007-es Wisdom?: More like Dumbness of the Crowds című bejegyzésében megemlítette, hogy a szócikkeket általában a leghangosabb és legállandóbb szerkesztői hangok vagy egy ideológiai baltával rendelkező érdekcsoport dominálja.
The 'Undue Weight' of Truth on Wikipedia című 2012-es bejegyzésében Timothy Messer-Kruse a megfelelő súlyról szóló irányelvet kritizálta a források fontosságát, rávilágítva, hogy eszerint a Wikipédiának nem a helyes és állandó információ bemutatása a célja, hanem a források többségi véleményéé. Egy akadémiai könyvtárakról szóló folyóiratban megjelent You Just Type in What You Are Looking for: Undergraduates' Use of Library Resources vs. Wikipedia című 2012-es cikkében a szerzők egy másik szerző véleményét írták meg, hogy egy szócikkben lévő kihagyások a témáról az olvasónak hamis elképzeléseket adnak a Wikipédia hamis tartalma alapján.
A Wikipédiát ezenkívül az elidegenülő szerkesztési környezet miatt is kritizálják. Dariusz Jemielniak, a Wikimédia Alapítvány egyik intézőjének Common Knowledge?: An Ethnography of Wikipedia című 2014-es cikke szerint a szabályok összetettsége az új szerkesztőket akadályozza, és a zavarkeltők „intézeti politikájának” biztosítást ad. Egy későbbi cikkben Jemielniak azt írta, hogy a szabályok egyszerűen érthető célokra és a egyszerű alkalmazhatóságra való írása megoldaná a túl sok szabály jelentette problémát. The Rise and Decline of an Open Collaboration System: How Wikipedia's Reaction to Popularity is Causing its Decline című 2013-as cikkében Aaron Halfaker azt írta, hogy a vandalizmus-visszavonó botok 2009-től csökkenést okoztak a szerkesztői részvételben – az ellenkező esetben szerkeszteni akaró új szerkesztők elriasztásával.
Ezenkívül egyes művekben a Wikipédia rossz célokra való használhatóságát is megemlítették. A Hoover Intézet Wikipedia or Wickedpedia? című 2008-as cikke szerint a Wikipédia a tudásnak, információknak és tényeknek nem megbízható forrása, mivel nyílt forrású weblapként a szerkesztett tartalom manipulációra és propagandára is felhasználható. A Massachusetts Institute of Technology hivatalos kézikönyve, az Academic Integrity at MIT 2014-es kiadása szerint a Wikipédia nem megbízható forrás, mivel „a Wikipédia-bejegyzésben lévő életrajz lehetséges forrásokhoz vezethet. Azonban ne feltételezd azok megbízhatóságát – használd a megítélésükhöz ugyanazokat a kritériumokat, mint más forrásoknál. Ne használd a Wikipédia-életrajzot a saját kutatásod helyettesítésére.”

### Az információk pontossága

#### Nem irányadó
A Wikipédia megemlíti, hogy nem érdemes fő forrásként használni akadémiai vagy információs kutatásra. Philip Bradley, brit könyvtáros szerint „a fő probléma a tekintélyhiány. A nyomtatott művek esetén a kiadóknak kellett ellenőrizniük adataik helytállóságát, ugyanis az életük függött tőle. Ez esetben viszont ez nincs így.” Hasonlóan Robert McHenry – 1992-től 1997-ig az Encyclopædia Britannica szerkesztője – szerint is a Wikipédia-szócikkek olvasói nem tudhatják, hogy az olvasott szócikket szakértő vagy amatőr írta. 2015 novemberében a Wikipédia társalapítója, Larry Sanger elmondta Zach Schwartznak, a Vice szerkesztőjének: „Úgy gondolom, a Wikipédia sosem oldotta meg, hogyan ne szerveződjék ochlokráciává”, és hogy mióta elhagyta a projektet, „akiket trollnak gondoltam, átvették az irányítást. A bűnözők kezdték irányítani a börtönt.”

#### Szócikkek összehasonlítása

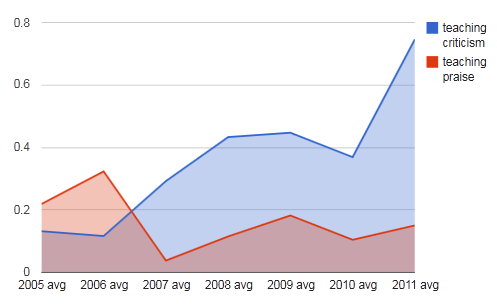
A kritika és a dicséret tanítása: vitalapi üzenetek analízise a 2011-es Kutatás nyara megbeszélésen

A 2005-ben a Nature-ben megjelent Internet Encyclopaedias Go Head-to-head című cikkben egy vak kísérlet eredményeit mutatták be, ahol a Wikipédia és az Encyclopædia Britannica szócikkeit hasonlították össze. A 42 tagú minta tudományos cikkeket és tudósok életrajzát tartalmazta, melyek pontosságát meg nem nevezett elemzők vizsgálták. Azt találták, hogy az átlagos Wikipédia-szócikk 4 hibát és kihagyást tartalmazott, az átlagos Encyclopædia Britannica-cikk 3-at. A tanulmány kimutatta, hogy a Wikipédia és a Britannica hasonlóan pontosak voltak tudományos szócikkeik tekintetében. Azonban az elemzőknek két fő kritikájuk volt a Wikipédia tudományos szócikkeivel: az egyik a tematikailag zavaros téma meghatározható szerkezet (sorrend, előadásmód) nélkül, a másik, hogy a cikk témájáról szóló vitatott elméletek túl nagy súlyt kapnak.
Az Encyclopædia Britannica szerkesztőinek elégedetlensége miatt a Nature további dokumentációt közölt az eredmények alátámasztására. A további információk alapján az Encyclopædia Britannica cáfolta a tanulmány érvényességét, mivel a Britannica-kivonatok között voltak az enciklopédia ifjúsági változatának szócikkváltozatai is. Vágül a Nature elismerte, hogy egyes Britannica-szócikkváltozatok nem voltak teljesek, de cáfolta, hogy ez érvénytelenítette volna az összehasonlítás eredményeit.
A Britannica szerkesztői azt is mondták, hogy míg a Nature-tanulmány hasonlónak látta a két enciklopédia hibamennyiségét, a Wikipédia-szócikkek hibái ténybeliek voltak, míg a Britannica-szócikkekéi kihagyások. Szerintük a Britannica e tekintetben pontosabb volt. Később a Nature visszautasította a Britannica válaszát a szerkesztők a tanulmánnyal kapcsolatos megjegyzéseinek cáfolatával.

#### A módszeres tényellenőrzés hiánya

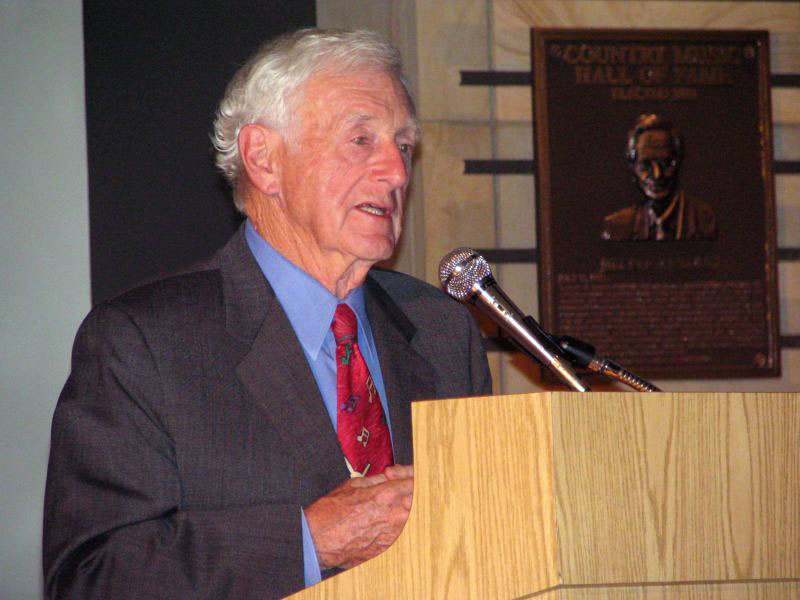
John Seigenthaler amerikai újságíró, a Seigenthaler-incidens érintettje

A pontatlan információ, mely nem egyértelműen hamis, sokáig a Wikipédiában maradhat annak eltávolítása előtt. A médiában leggyakrabban szereplő esetek az élő személyek életrajzaival kapcsolatosak.
A Wikipédia Seigenthaler-életrajzának esete megmutatta, hogy egy életrajz alanyának néha ki kell javítania az életével kapcsolatos hamis állításokat. 2005 májusában egy anonim szerkesztő John Seigenthaler életrajzát megváltoztatta, mely így néhány hamis és lejárató állítást tartalmazott. Ezek észrevétlenek maradtak 2005 szeptemberéig, mikor Victor S. Johnson, Seigenthaler barátja észrevette. A Wikipédia tartalmát gyakran tükrözik az olyan weblapok, mint az Answers.com, így a hamis információ a helyes mellett is jelen lehet számos internetes forrás révén, hamis tekintélyt keltve az e weblapokon való jelenléte által.
Ezenkívül 2007. március 2-án az MSNBC.com azt írta Hillary Clintonről, New York állam akkori szenátoráról, hogy 20 hónapig a wikipédiás életrajza szerint a Wellesley College-ban az osztálya legjobban teljesítő hallgatója volt, bár valójában nem (azonban beszélt a diplomaosztón). A cikk tartalmazott egy linket a szerkesztésre, melyben a hamis információt hozzáadták 2005. július 9-én. A hibás információt a hír után 24 órán belül eltávolították.
A hoax-létrehozási kísérletek nem korlátozódnak meglévő szócikkek szerkesztésére, hanem újak létrehozására is kiterjednek. 2005 októberében Alan Mcilwraith, egy skóciai ügyfélszolgálati dolgozó létrehozott egy szócikket, ahol azt írta, hogy sok címmel kitüntetett háborús hős volt. A szócikket gyorsan hoaxnak jelölték és törölték.
További alkalmak is voltak, amikor hamis információt adtak hozzá a Wikipédiához a rendszer tesztelésének és annak megbízhatatlanságának megmutatásának szándékával. Gene Weingarten újságíró ilyen tesztet indított 2007-ben, ahol hamis információkat adott a saját Wikipédia-életrajzához. Ezeket 27 órával később távolította el egy szerkesztő. A Wikipédia a hamis és félrevezető információ szándékos hozzáadását vandalizmusnak minősíti.

#### Semleges nézőpont és összeférhetetlenségek
A Wikipédia az objektivitást fontos elvként kezeli, azonban tudomásul veszi annak korlátait: az irányelv szerint a szócikk „lehetőleg” semleges nézőpontból keletkezzék, „szerkesztői egyenlőtlenség nélkül”. Mark Glaser újságíró azonban azt írta, hogy ez lehetetlen ideál lenne a szerkesztők elkerülhetetlen egyenlőtlensége miatt. Kutatások szerint a szócikkek egyenlőtlenek lehetnek a semleges nézőpont irányelve ellenére a szókinccsel, a vélemények és vitatott állítások tényként közlésével és a keretegyenlőtlenséggel.
2007 augusztusában a WikiScanner – egy Virgil Griffith, az Új-Mexikóban lévő Santa Fe-i Intézet kutatója által fejlesztett eszköz – jött létre, mely a nem regisztráltak általi szerkesztéseket kiterjedt IP-cím-adatbázissal párosítja. Hírek jelentek meg arról, hogy különböző szervezetek, például a CIA, a National Republican Congressional Committee, a Democratic Congressional Campaign Committee, a Diebold és Ausztrália kormánya IP-címeken keresztül szerkeszt Wikipédia-szócikkeket, néha véleményes vagy megkérdőjelezhető módon. Egy másik történet szerint egy, a BBC-től származó IP-cím vandalizmust követett el George W. Bush életrajzán. A BBC egy Wikipédia-szóvivőt idézett, aki dicsérte az eszközt: „Nagyra értékeljük az átláthatóságot, és a szkenner ezt jelentősen növeli. A Wikipédia szkennere megakadályozhatja a szervezeteket és az embereket olyan cikkek szerkesztésétől, melyeket nem kívánnak.” Nem mindenki említette sikerként a WikiScannert. Oliver Kamm a The Timesban azt mondta ehelyett:

„A WikiScanner fontos előrelépés a szellemi életünkre gyakorolt káros befolyás visszaszorításában. A webet a kritikusai amatőrszektának nevezik. A Wikipédia rosszabb: a titkos lobbi területe. A legkonstruktívabb út kívül maradni és a nagyravágyást gúnyolni.”

A WikiScanner csak akkor fed fel összeférhetetlenséget, ha a felhasználónak nincs Wikipédia-fiókja, és az IP-címe látható ehelyett. A regisztrált szerkesztők által végzett összeférhetetlen szerkesztés nincs észlelve, hiszen ezek anonimak mindenkinek, kivéve a Wikipédia-adminisztrátoroknak.

#### Tudományos viták
A 2005-ös Nature-tanulmány a Wikipédián lévő tudományos írók állítólagos akadályaira is adott két példát. Az első egy erőszakról szóló szakasz hozzáadása volt a skizofréniáról szóló cikkhez, mely csak kicsit volt több az emberek elzárásáról szóló véleménynyilvánításról a szócikk egy rendszeres szerkesztője, Vaughan Bell szerint. Elmondta, hogy annak szerkesztése adta az okot arra, hogy keressen a témában szakirodalmat.
Egy másik vita William Connolley klímakutatót érintette, aki egy, a többiek által ellenzett szerkesztő volt. A második vita témája az „üvegházhatással kapcsolatos nyelv” volt, és a The New Yorker megemlítette, hogy a vita, mely sokkal kiterjedtebb volt, indítványhoz vezetett, melyben 3 hónap alatt történt döntés. Az indítvány eredménye, hogy Connolley csak napi egyszer vonhatott vissza szócikken szerkesztést.

#### Kitettség politikai szereplőknek és szószólóknak
Bár a Wikipédián lévő szócikkeknek semleges nézőpontból kell íródniuk, ez nem teszi lehetetlenné külső vagy belső szereplőknek egyenlőtlen megjegyzések elhelyezését. 2006 januárjában kiderült, hogy az Amerikai Egyesült Államok Képviselőháza egyes tagjai a vezetők életrajzából távolítottak el negatív megjegyzéseket, és ellenfeleikébe negatív megjegyzéseket helyeztek. A Martin Meehan kampányígéretére vonatkozó megjegyzések, melyben az szerepelt, hogy 2000-ben lemond a mandátumáról, eltűntek, és Bill Frist tennessee-i szenátor és Eric Cantor, Virginia kongresszusának tagja életrajzaiban pedig negatív megjegyzések szerepeltek. Számos további változás történt egy képviselőházhoz rendelt IP-címről. Egy interjúban a Wikipédia alapítója, Jimmy Wales elmondta, hogy e változtatások „nem jók”.
Larry Delay és Pablo Bachelet azt írták, hogy egyes latin-amerikai történelemmel és csoportokkal kapcsolatos cikkek (például a sandinistákról és a Kubáról szóló) politikailag nem semlegesek, és marxista szempontból keletkeztek, mely a szocialista diktatúrákat pozitívan kezelik az alternatív helyzetekkel szemben.
2008-ban az Izrael-párti Committee for Accuracy in Middle East Reporting in America (CAMERA) e-mail-kampányt szervezett az Izraellel kapcsolatos feltételezett egyoldalúságok és inkonzisztenciák javítására. A CAMERA szerint a kivonatok nem voltak reprezentatívak, és a kampány célja csupán „az emberek bátorítása volt, hogy tanuljanak az enciklopédiáról, és szerkesszék a pontosságért”. A CAMERA és ellenfele, az Electronic Intifada végül megegyeztek. David Saranga izraeli diplomata szerint a Wikipédia általában tisztességes Izraellel kapcsolatban. Mikorra kiderült, hogy Izrael szócikke az „occupation” szót 9-szer, a palesztin népről szóló a „terror” szót egyszer tartalmazta, azt válaszolta, hogy „csak egy dolgot jelent: az izraelieknek aktívabbaknak kell lenniük a Wikipédián. Az okolása helyett többször kell meglátogatni és megpróbálni megváltoztatni.”
Haviv Rettig Gur izraeli politikai elemző a rendszerszintű egyenlőtlenség elemzésekor azt mondta, hogy az anonim szerkesztés egyenlőtlen eredményeket részesít előnyben, különösen összehangolt lejáratókampányok esetén, melyek az arab–izraeli ellentétekkel kapcsolatos szócikkek esetén is megtörténtek, és a jelenlegi irányelvek a cél ellenére hatástalannak bizonyultak ezzel szemben.
2008. augusztus 31-én a The New York Times cikket írt Sarah Palin alaszkai kormányzó életrajzának szerkesztéseiről, miután John McCain arizonai szenátor ellenfelének nevezték ki. A kihirdetés előtti 24 órában 30, nagyrészt pozitív részleteket hozzáadó szerkesztést hajtott végre egy szerkesztő, „Young Trigg”.
2007 novemberében két délnyugat-franciaországi politikus, Jean-Pierre Grand és Hélène Mandroux-Colas életrajzán helyeztek el hamis vádakat. Grand megkérte a francia nemzetgyűlés elnökét és Franciaország miniszterelnökét a weblapok és a sértés végett hamis információkat közzétevők felelősségéről szóló törvény helyreállítására. Jean Louis Masson ezután megkérte az igazságügyi minisztert, hogy növelhető-e a tárhelybiztosítók, weblap-üzemeltetők és a sértő tartalmak szerzőinek felelőssége; a miniszter azonban ezt elutasította az LCEN törvényben lévő szabályok alapján.
2010. augusztus 25-én a Toronto Star beszámolt arról, hogy „a kanadai kormány két vizsgálatot kezdeményezett kormányzati alkalmazottakkal szemben, akik a Wikipédiát a kormányzati szabályokkal kapcsolatos véleményük kifejezésére és politikai véleményekre használták”.
2010-ben az Al-Dzsazíránál dolgozó Teymoor Nabili felvetette, hogy a Cyrus Cylinder szócikk politikai céllal módosult „egy feltételezett érdekütközésben a merevlemezek és »független« szerkesztők Wikipédiát alkotó árnyékvilágában”. Elmondta, hogy a 2009-es iráni elnökválasztás és „Irán-ellenes tettek” végrehajtása után észrevehető volt egy „buzgó kísérlet a henger propagandaeszközként való bemutatására”. A 2009-es és 2010-es szerkesztések elemzése utáni szerkesztések „a henger vagy II. Kurus tetteinek emberi jogokkal vagy bármilyen felvilágosult céllal kapcsolatos gondot jelenthetnének”, szemben Kürosz Ótestamentumban leírt hírével és a babiloni néppel.

#### Szócikkek módosítása és tisztítása
Egy szerkesztőt vagy szerkesztőcsoportot érdeklő szócikkek néha e szerkesztők nézőpontjai alapján módosulnak. Néhány cég és szervezet, például a Sony, a Diebold, a Nintendo, a Dell, a CIA és a Szcientológia Egyház, valamint egyes emberek, például az Amerikai Egyesült Államok kongresszusának személyzetének tagjai is módosították saját Wikipédia-szócikkeiket, hogy pozitív nézőpontot keltsenek, és lehetnek köztük szerkesztők, akik visszavonják a negatív változtatásokat közzétételükkor.
A Tienanmen téri vérengzés szócikkét a kínai Wikipédián átírták, hogy az ellenforradalmi hangulatot semlegesítsék, Tajvant pedig a Kínai Népköztársaság tartományaként tüntetik fel. A BBC szerint „arra utalnak a jelek, hogy ezek nem szükségképp szervezetiek vagy véletlenek”, és a kínai kormány támogatta.

### Minőség

#### Írásminőség

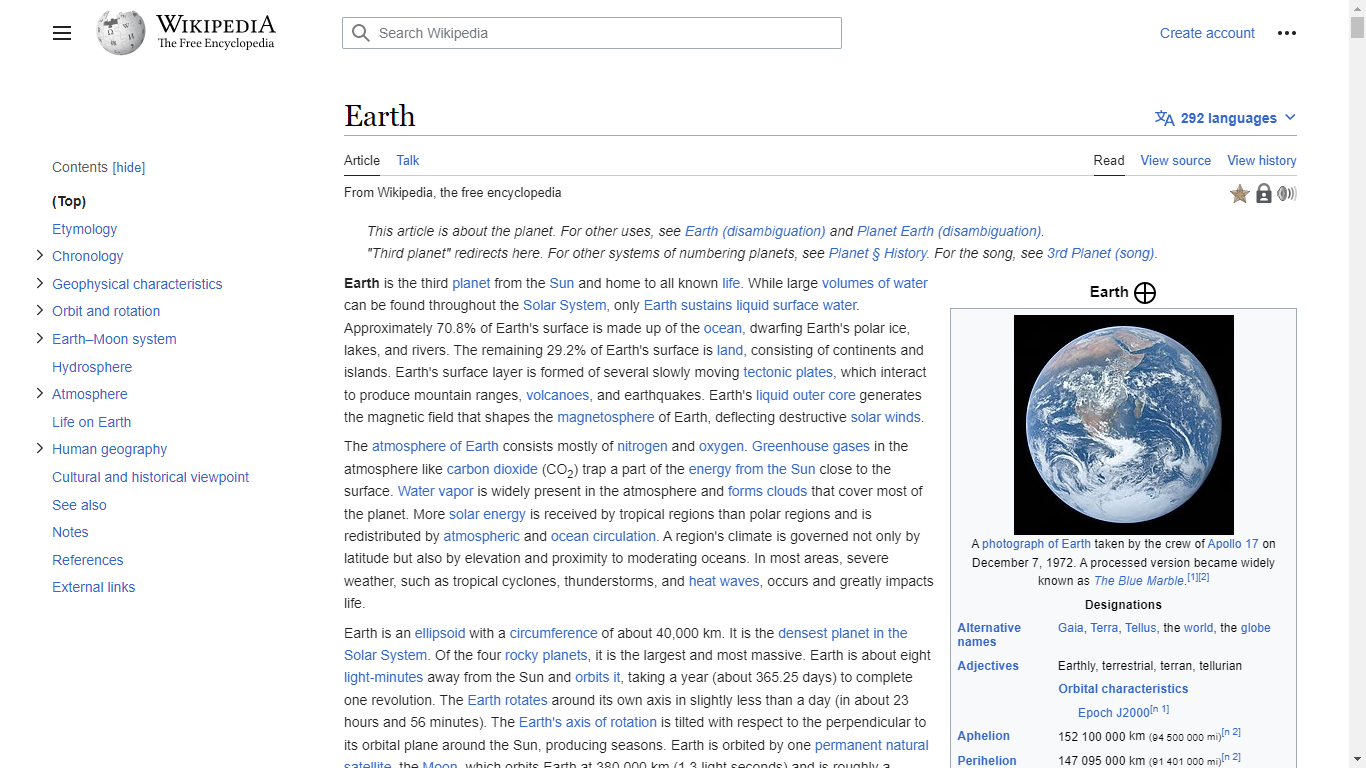
Képernyőkép az angol Wikipédia Földről szóló kiemelt szócikkéből

A Time 2006-ban a Wikipédiáról megírta, hogy az, hogy bárki szerkeszthet, „a Wikipédiát a világ legnagyobb (és lehet, hogy a legjobb) enciklopédiájává tette”.
2008-ban a Carnegie Mellon Egyetem kutatói kimutatták, hogy egy Wikipédia-szócikk minősége veszítene, nem nyerne a több írótól, ha a szócikkben nincs megfelelő koordináció. Például ha a szerkesztők egy bejegyzés kis részleteit módosítják teljes átírás helyett, jobb és rosszabb tartalom keveredhet egy cikken belül. Roy Rosenzweig, történészprofesszor szerint az American National Biography Online jobban teljesít a Wikipédiánál a tiszta szöveg tekintetében, ami fontos a jó történeti írás tekintetében. Ahogy Abraham Lincolnt a Wikipédia kezeli, szemben az American National Biography Online amerikai polgárháborúval foglalkozó történészéével, James McPhersonéval, azt mondta, hogy mindkettő gyakorlatilag pontos, és Lincoln életének fontos részeit is leírja, de „McPherson gazdagabb kontextualizációját, […] az idézetek művészi használatát […] és […] a mély üzenet kevés szóval történő hordozásának képességét” dicsérte. Ezzel szemben a Wikipédián lévő szöveget „hosszúnak és unalmasnak” találja. Rosenzweig kritizálta a „túlzott beszédet – melyet a semleges nézőpont is támogat –, ami azt jelenti, hogy nehéz találni a Wikipédiában történelemből bármilyen fő álláspontot”. Bár a William Clarke Quantrillről szóló szócikket általában dicsérte, a következtetést ilyen „túlzott beszédnek” tartotta, ahol azt állította: „Egyes történészek […] szerint opportunista, vérszomjas zsivány, mások szerint bátor katona és népi hős.”
Más kritikusok szerint is még ha a Wikipédia szócikkei pontosak is, gyakran rosszul, szinte olvashatatlanul vannak megírva. Andrew Orlowski szerint „még ha egy Wikipédia-bejegyzés 100%-ig helyes, és a tényeket megfelelően választották, gyakran úgy tűnik, mintha az egyik nyelvből egy másikba, majd abból egy harmadikba fordította egy analfabéta fordító”. A Wikipédiát, a Britannicát és az egyszerűsített Wikipédiát 2012-ben összehasonlították Adam Jatowt és Katsumi Tanaka különböző olvashatósági mérésekkel 90 000 szócikken a Britannicából és 25 000-en a Wikipédiából és az egyszerűsített Wikipédiából. Az eredmény alapján a Britannica szócikkei 21%-kal könnyebben olvashatók a Wikipédiáéinál, az egyszerűsített Wikipédiáéi 26%-kal. A szerzők szerint e különbség oka, hogy a Wikipédia-szócikkek több szerzővel rendelkeznek, akik nem mindig olvasható, összefüggő szöveget hoznak létre, szemben a Britannicával.
Rákról szóló Wikipédia-cikkeken végzett kutatást 2010-ben Yaacov Lawrence, a Thomas Jefferson Egyetem Kimmel Rákkutató Intézetének kutatója. A tanulmányt a Physician Data Queryben létező cikkekre korlátozta, és a „vázlatos” vagy „születő” cikkeket kizárta. Lawrence a cikkeket pontosnak, de nem túl olvashatónak találta, és azt írta, hogy „a Wikipédia olvashatóságának hiánya (nem egyetemi olvasók számára) a sokszínű forrásokra és a gyors szerkesztésre utal”. A The Economist érvelése szerint a jobban írt cikkek általában könnyebben olvashatók: „a dagályos vagy nem elegáns stílus keveredő gondolatokra és hiányos információkra utal”.

#### The Wall Street Journal-vita
A The Wall Street Journal 2006. szeptember 12-i számában Jimmy Wales és Dale Hoiberg, az Encyclopædia Britannica főszerkesztőjének vitája olvasható. Hoiberg az enciklopédiához szükséges szakértelemre és irányításra hivatkozott, és Lewis Mumfordot idézte, hogy a túl sok információ „a tudatlanságtól nehezen megkülönböztethető intellektuális enervációt és elszegényedést hozhat”. Wales kiemelte a Wikipédia különbségeit, és azt mondta, hogy a nyíltság és átláthatóság minőséget eredményez. Hoiberg szerint „sose volt ideje és helye a kritikákra való válaszokra”, és „bármennyi linket képes lenne felsorolni hibás Wikipédia-szócikkekre”, melyre Wales ezt válaszolta: „Nem probléma! A Wikipédia megfelelő szócikkel megoldja!”, és a Wikipédia kritikáiról szóló cikkre mutató hivatkozást mutatott be.

### Rendszeres terjedelmi egyoldalúságok
A Wikipédiát vádolják rendszeres egyoldalúságokkal, ami bizonyos előítéletek terjedéséhez vezethet szándéktól függetlenül. Bár sok újság számolt be apró tartalmi hibákról Wikipédia-szócikkekben, vannak a növekvő befolyásnak és a Wikipédia kutatásra való használatának nagyobb, szándéktalan hatásai is. A Times Higher Educationben megjelent cikkben Martin Cohen, filozófus a Wikipédiát „monopóliumnak” írja le „készítői minden előítéletével és figyelmetlenségével”, amit „fiatal taxisofőrök” perspektívájának nevez. Cohen levezette, „az emberek használta források irányításához az emberek világlátásának módját kell irányítani. A Wikipédiának lehet jóindulatú vagy akár triviális felszíne, de alatta a gondolatszabadságra leselkedő veszély rejtőzhet”. E szabadságot a Wikipédián fontosnak látott dolog akadályozza: „nem a források, hanem a közösség támogatása”.
A Saint Louis-i Egyetem kutatói statisztikai modellt fejlesztettek ki a rendszerszintű egyenlőtlenségek mérésére a Wikipédia felhasználóinak vitatott témákkal kapcsolatos viselkedése terén. A szerzők az adminisztrátorok adminisztrátorrá válás utáni viselkedésváltozásaira fókuszáltak, és kiderült, hogy rendszerszintű egyenlőtlenség történt ekkor.
A kritikusok a fontosságuknak nem megfelelően kidolgozott témákat is felhasználták a kritikákban. Például Stephen Colbert gúnyosan dicsérte a Wikipédiát, amiért a fénykardokról hosszabb szócikke volt, mint a nyomtatott sajtóról. Dale Hoiberg, az Encyclopædia Britannica főszerkesztője elmondta: „Az emberek arról írnak, amiért érdeklődnek, így sok témát nem dolgoznak ki, a hírtémákat nagyon részletesen kidolgozzák. Korábban a Frances hurrikán szócikke több mint ötször olyan hosszú volt, mint a kínai művészeté, a Coronation Streeté pedig kétszerese Tony Blairének”.
Két szócikk, egy hagyományosan enciklopédikus és egy népszerű témáról szóló összehasonlítását „wikisóhajnak” nevezték el. A megtartási kritériumok védelme, hogy a népszerű témák hosszabb kidolgozása nem csökkenti a „megfelelőbb” vagy komolyabb témák rendelkezésére álló teret.

#### A szócikkek témáinak nevezetessége
A Wikipédia nevezetességi útmutatója, melyet annak megállapítására használnak, hogy egy téma önálló cikket érdemel-e, és annak alkalmazása sok kritikában szerepel. 2018 májusában egy szerkesztő egy Donna Stricklandről szóló cikkjelöltet elutasított, mielőtt novemberben megkapta a fizikai Nobel-díjat, mivel nem volt megadva független forrás, mely igazolhatta volna, hogy Strickland nevezetes a Wikipédia alapján. Újságírók szerint ennek a tudományban sikereket elérő nők hátrányos megkülönböztetése férfiakhoz képest.
A Wikipédián lévő dokumentált nemi egyenlőtlenségek létrehoztak egy, a Wikipédián szócikkel rendelkező nők számát növelő mozgalmat, a Women in Red műhelyet. Egy „Seeking Disambiguation” című cikkben Annalisa Merelli Catalina Cruzzal, egy queensi jelölttel készített interjút a 2018-as választáskor, akinek ugyanaz a neve volt, mint egy pornószínészé. Merelli interjút készített a Wikipédia-szerkesztővel, aki a jelölt szócikkét létrehozta (melyet töröltek, majd a választás megnyerése után helyreállítottak). A törlésre javasolt lapok eljárását is leírta, és más jelöltekről is beszélt, akiknek volt az angol Wikipédián életrajzuk, bár sose voltak hivatalban.
Nicholson Baker, regényíró, a törléspártiság kritikusa szerint „sok ellentét van a Wikipédián a nevezetesség jelentéséről: senki nem válogatja ki”.
Timothy Noah, újságíró ezt írta: „a Wikipédia nevezetességi szabályai olyanok, mint a bevándorlási szabályok 2001. szeptember 11-e előtt: szigorú szabályok, változó betartás”. Ugyane cikkben megemlíti, hogy a Pulitzer-díjas Stacy Schiff nem volt nevezetes a Wikipédiához a „Know it All” című cikk előtt az Essjay-vitáról.
Egy 2014-es tanulmány nem talált kapcsolatot egy akadémikusról szóló Wikipédia-oldal jellemzői és az akadémikus idézettséggel összefüggő nevezetessége közt. A vizsgált Wikipédia-oldalak mérőszámai közé tartoztak a hossz, a más szócikkek felőli linkek száma és a rajta végzett szerkesztések száma. Ugyane tanulmány szerint a Wikipédia nem szól az ISI sokszor idézett kutatóiról megfelelően.
2020-ban a Wikipédiát a Theresa Greenfieldről, a 2020-as iowai szenátusi választás egyik jelöltjéről szóló szócikk cikkjelöltségi eljárásának elhagyásáig és a cikk közléséig eltelt idő miatt is kritizálták. Különösen a nevezetességi kritériumokra tértek ki a kritikák, a The Washington Post ezt írta erről: „Greenfield egyedülállóan bonyolult eset a Wikipédiának, mivel nincs meg a legtöbb fontos politikai hivatalra jelölt jelöltre jellemző háttér (például korábbi kormánytapasztalat vagy üzleti eredmények). Még ha a Wikipédia szerkesztői el is tudták ismerni eredményeit, nagyon hosszú időbe telt a nevezetesség hivatalos kritériumainak teljesítése”. Jimmy Wales is kritikát fogalmazott meg erről vitalpján.

#### Pártosodás
A Haaretz szerint „a Wikipédiát egyszerre vádolták túlzott liberalizmussal és túlzott konzervativizmussal, és a politikai spektrum egészében vannak kritikusai”, miközben megjegyzi, hogy „a Wikipédiát általában túlzott liberalizmussal vádolják”. A CNN szerint „a Wikipédia ideológiai egyenlőtlenségei a sajtóéival is egybeeshetnek”.
Amerikai elemzők, főképp politikailag konzervatívak, észrevették, hogy az angol Wikipédián politikailag liberális nézőpont dominál. Andrew Schlafly létrehozta a Conservapediát azon az alapon, hogy a Wikipédia jobbára liberális nézeteket képvisel. A Conservapedia szerkesztői a Wikipédián lévő liberalizmus feltételezett példáit sorolta fel. A The Christian Postban egy 2007-es cikk a Wikipédia intelligens tervezésről zóló információit kritizálta, mondván, egyenlőtlen és álszent. A National Review szerkesztője, Lawrence Solomon a globális felmelegedésről, az intelligens tervezésről és a Roe v. Wade-perről szóló szócikkekről is azt írta, hogy a liberális nézeteknek nagyobb súlyt ad. A Human Events című konzervatív hetilap egyik 2010. szeptemberi számában Rowan Scarborough bemutatott egy Wikipédia-kritikát a félidei választásokon fő amerikai politikusokról, azt rendszerszintű egyenlőtlenségként bemutatva. Scarborough összehasonlította az alaszkai republikánus vezető, valamint a delaware-i és nevadai általános választásokon induló liberális és konzervatív politikusok életrajzát, a teadélután-mozgalom által támogatott jelöltekről szóló negatív információk mennyiségét kiemelve. A Lawrence Solomon által írt kritikákat is idézi, és a Conservapediáról szóló Wikipédia-szócikk bevezetőjét is felhozza az egyenlőtlenségre való bizonyítékként.
2006-ban a Wikipédia társalapítója, Jimmy Wales elmondta, hogy „a Wikipédia közössége nagyon sokszínű, liberálistól konzervatívon át a libertariánusig és még tovább. Ha az átlagok számítanának, és a wiki természete miatt (nincs szavazás) ez nincs így, azt mondanám, hogy a Wikipédia-közösség az átlagos amerikai népességnél kissé liberálisabb, mivel globálisak vagyunk és az angolul beszélők nemzetközi közössége kissé liberálisabb az amerikai népességnél. Nincs adat vagy felmérés, mely ezt alátámasztaná”. 2007-ben Wales azt mondta, hogy a Wikipédia liberalizmus felé hajlását „nem támasztják alá tények”. Shane Greenstein és Feng Zhu amerikai politikáról szóló 2012 körüli Wikipédia-szócikkeket elemzett, és tanulmányt írt, ahol azt írták, hogy minél több a közreműködő egy szócikkhez, annál kevésbé egyenlőtlen, és hogy – gyakori kollokációk vizsgálata alapján – kevesebb szócikk „hajlana a demokratikus oldalra”, mint kezdetben. Sorin Adam Matei, a Purdue Egyetem professzora elmondta: „egyes politikai témák esetén van egy balközép eltolódás. Ezenkívül további politikai témák esetén enyhe ellenkulturális eltolódás van. Nem teljes egyoldalúság, és nem mindenre vonatkozik.
2021 februárjában a Fox News megvádolta a Wikipédiát a kommunizmus és a szocializmus tisztára mosásával. Novemberben az angol Wikipédia kommunista diktatúrák alatti tömeggyilkosságokról szóló szócikkét törlésre javasolták, mely egyes szerkesztők szerint „antikommunista nézőpontból keletkezett”, „nem kellene egyszerűsítő feltételezésekre hagyatkozni, hogy az eseményeket ideológia vezérli”, és „különböző kutatási elemek összeadásával »szintézist« hoz létre, első közlésnek minősül, megsértve a Wikipédia szabályait”. Ezzel szemben Robert Tombs, történész kritikát fogalmazott meg, aki szerint ez „morálisan védhetetlen, legalább olyan rossz, mint a holokauszttagadás, mivel az ideológia és a gyilkosság közti kapcsolat ezek fontosságának a magva. Elolvastam a Wikipédia-szócikket, és semlegesnek tűnt. Tehát az eltávolítására tett kísérletek csak ideológiailag motiváltak lehetnek – céljuk a kommunizmus tisztára mosása”. Más Wikipédia-szerkesztők és közösségimédia-használók is ellenezték a szócikk törlését. A szócikk törlésre jelölése jelentős figyelmet kapott a konzervatív médiától. A The Heritage Foundation, egy amerikai konzervatív alapítvány a törlés melletti érveket abszurdnak és történelmietlennek nevezte. 2021. december 1-én négy adminisztrátor úgy döntött, mivel nincs konszenzus, a szócikk megmarad. Ez a megbeszélés volt a Wikipédia története során a legnagyobb.
A hindutvák a Wikipédiát hindu- és indiaiellenességgel vádolták.

#### Nemzeti vagy szervezeti egyenlőtlenségek
2008-ban Tim Anderson, a Sydneyi Egyetem politikaigazdaság-tanára azt mondta, a Wikipédia adminisztrátorai Amerika felé mutatnak egyenlőtlenségeket hatásaikban és abban, hogy milyen források felelnek meg szerintük az oldalon. Anderson dühös lett, amikor néhány általa a Hugo Chávezről szóló szócikkben használt forrást, például a Venezuela Analysist és a Z Magazine-t „használhatatlannak” nyilvánították. Anderson szerint a Wikipédia semleges nézőpontról szóló irányelve a ZDNet Australia szerint „csak látszat”, és a Wikipédia „szervezeti médiák szerkesztőitől függ”.

#### Faji egyenlőtlenségek
A Wikipédiát rendszerszintű faji egyenlőtlenséggel is vádolták az információi terén a színesbőrű szerkesztők alulreprezentáltsága miatt. A Wikimédia D. C. elnöke, James Hare megjegyezte, hogy a Wikipédiából „az afrikai származásúak történelmének jó része kimarad”, mivel a szócikkek nagy részét fehérek írják. Az afrikai témájú szócikkeket egyes kritikusok szerint főképp európai és észak-amerikai szerkesztők írják, így az ő tudásukat és médiáikat tükrözik, melyek „általában negatív képet festenek” Afrikáról. A Schomburg Center for Research in Black Culture kutatója, Maira Liriano szerint az afrikai származásúak történelméhez kapcsolódó információhiány a Wikipédián „úgy tünteti fel, mintha nem lenne fontos”. Alejandro Murguía, San Franciscó-i költő kiemelte, milyen fontos a latinok szerepe a Wikipédián, „mivel fontos információforrás az emberek számára”. Egy Wikipédia-szerkesztésekről szóló 2010-es kutatás szerint a legnépesebb kontinens, Ázsia csak a szerkesztések 16,67%-ában szerepelt, Afrika (6,35%) és Dél-Amerika (2,58%) hasonlóan alulreprezentáltak voltak.
2018-ban a Southern Poverty Law Center a Wikipédiát a szélsőséges nézeteiknek szélesebb hallgatóságot kereső neonácik, a fehér nacionalisták és a racialista akadémikusok manipulációja általi sérülékenységéért kritizálta Az SPLC szerint „a civil nézőponttolók megzavarhatják a szerkesztési folyamatot más szerkesztők hosszas és idegesítő vitákba vonásával, vagy az adminisztrátorokat végtelen mediációs körökbe kényszerítik. Ide tartoznak a racialista akadémikusok és a humán biodiverzitás (HBD) blogközössége. […] Az utóbbi években a szélsőjobboldali online terek, például fehér nacionalista fórumok, alt-right falak és HBD-blogok terjedése kész felhasználói csoportot hozott létre, mely felhasználható a Wikipédia tömeges szerkesztésére. […] A fehér nacionalisták és más szélsőjobboldaliak Wikipédián való jelenléte folyamatos probléma, mely valószínűtlen, hogy megoldódik a legtöbb felhasználó hazájában lévő jobboldali politikai váltás miatt. Az SPLC a „Race and intelligence” cikket az alt-right befolyás példájaként említette, szerinte az akkor „hamis egyensúlyt” mutatott be a racialista nézetek és pszichológiai fősodor közt. 2022-ben a The Chronicle of Higher Education a Clevelandi Állami Egyetem kutatójáról számolt be, akinek „intézete tulajdonképp szappanosládát biztosított a rasszista áltudománynak”. A cikk szerint volt befolyása a rasszok nyilvános félreértelmezéseivel kapcsolatban a Wikipédia rassz és intelligencia közti kapcsolatról szóló szócikkének nagyfokú szerkesztése miatt.

#### Nemi egyenlőtlenségek és szexizmus

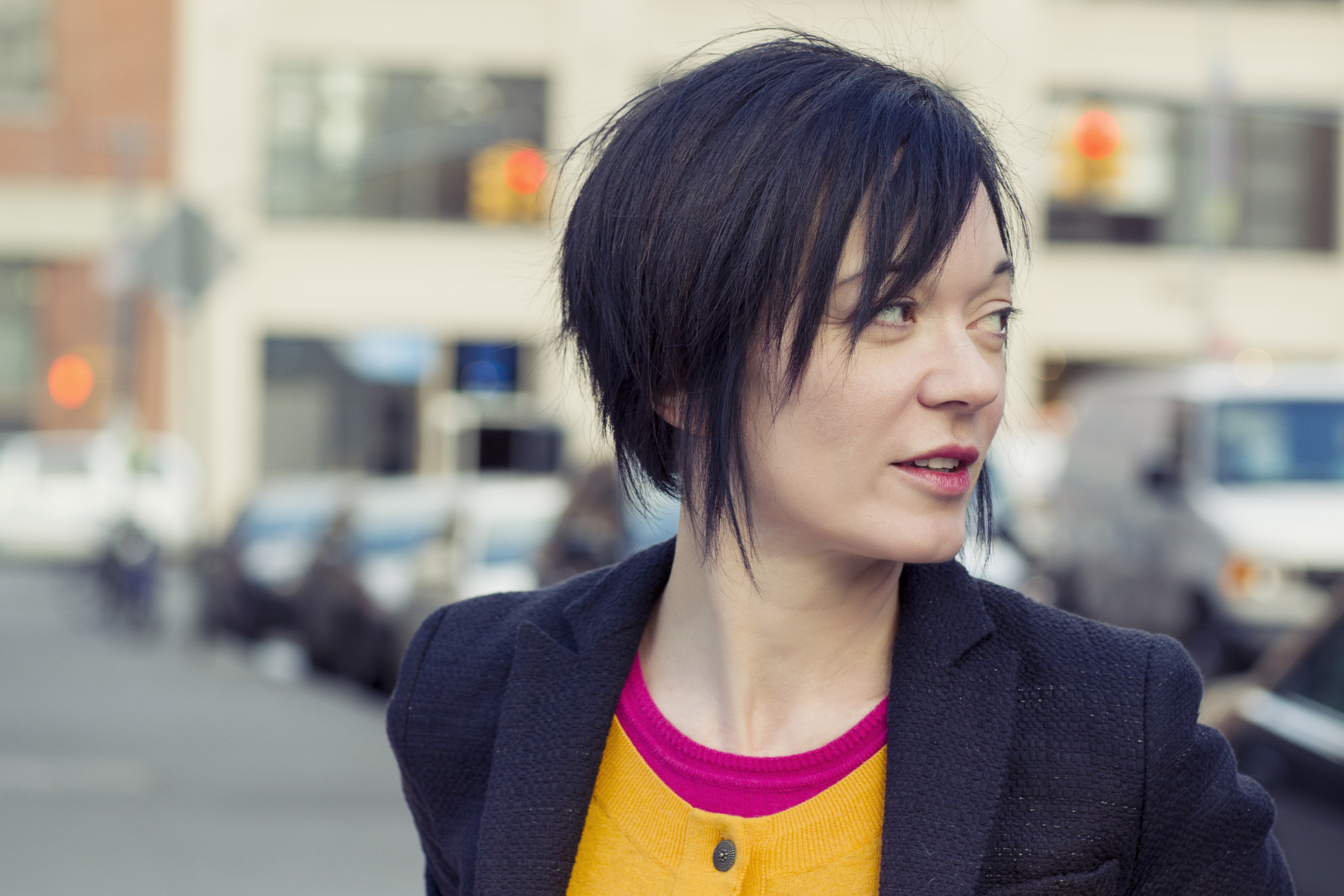
Sue Gardner, korábbi Wikimédia Alapítvány-vezető a nők által említettokokat sorolt fel a „Why Women Don't Edit Wikipedia” című cikkben.

A Wikipédián hosszas viták vannak a nemi egyenlőtlenségekkel és a szexizmussal kapcsolatban. A Wikipédián a nemi egyenlőtlenségek arra utalnak, hogy a szerkesztők 84-91%-a férfi, ami rendszerszintű egyenlőtlenségekhez vezethet. Kritikákat fogalmaztak meg egyes újságírók és kutatók nemcsak a női szerkesztők, hanem a nemekkel kapcsolatos számos témára irányuló kiterjedt enciklopédikus figyelem hiányával kapcsolatban is. Sue Gardner, az alapítvány korábbi igazgatója szerint a növekvő diverzitás arról szólt, hogy az enciklopédia „a lehető legjobb legyen”. A nőket a szerkesztéstől eltérítő körülmények közé tartozott a „tényszerető birodalom”, az „agresszív hackertömeg” és a „nehezen tűrhető, sok konfliktusba keveredő emberekre, még a mizoginekre is kiterjedő nyitottság”.
2011-ben a Wikimédia Alapítvány célul tűzte ki a női szerkesztők arányának 25%-ra emelését 2015-ig. 2013 augusztusában Gardner bejelentette ennek sikertelenségét: „Nem oldottam meg. Nem oldottuk meg. A Wikimédia Alapítvány nem oldotta meg. A megoldás nem a Wikimédia Alapítványtól jön”. 2014 augusztusában Jimmy Wales elismerte egy BBC-interjúban a Wikipédia nemek közti szakadékának sikertelen megoldását, és bejelentette a Wikimédia Alapítvány terveit e téren. Wales elmondta, hogy az Alapítvány nyitott további tájékoztatásra és szoftverváltoztatásokra.
A Notices of the American Mathematical Society újságírója, Marie Vitulli szerint „a matematikusoknak nehéz volt női matematikusokról írni”, és leírta ellentétét a szerkesztőkkel és adminisztrátorokkal szemben e szócikkek törlésekor.
Kritika jelent meg e téren a The Signpostban (WP:THREATENING2MEN).

#### Intézményes egyenlőtlenségek
A Wikipédiáról megfogalmaztak a megbízhatónak tartott média egyenlőtlenségeinek és befolyásának tükrözéséről, és mert speciális intézményes érdekek konfliktusa. A cégeket és lobbikat megvádolták a Wikipédia-szócikkek saját érdekből való torzításával.

#### Fegyverekkel kapcsolatos szócikkek
A Wikipédiával kapcsolatban a fegyverekkel kapcsolatos szócikkekről is fogalmaztak meg kritikát. A kritikusok szerint a rendszerszintű egyenlőtlenség oka, hogy a leginkább az ilyen szócikkeket frissítő szerkesztők elkötelezettek is, és a fegyverekkel kapcsolatos szócikkek tele vannak technikai információkkal, míg azok társadalmi hatásai és szabályozása önálló szócikkekre vannak bontva. A kommunikációt az angol Wikipédián egy műhely (a „Fegyverműhely”) könnyíti meg, egy wikin belüli közös érdekű csoport. Az állítólagos fegyverpárti részrehajlás a 2018. februári Stoneman Douglas középiskolai lövöldözéskor (Parkland) kapott figyelmet. A Wikimédia Alapítvány védekezett attól, hogy fegyverpárti csoportok befolyásolhatják az olvasók véleményét, minthogy a tartalmak folyamatosan frissülnek és javulnak.

#### Szkeptikus egyenlőtlenségek
2014-ben a holisztikus gyógyítás és az energiapszichológia hívei a Change.org-on „valódi tudományos vitát a Wikipédián” kérő petíciót nyújtottak be, mivel szerintük „sok információ [a Wikipédián] a holisztikus megközelítésről egyoldalú, elavult vagy egyszerűen hibás”. Jimmy Wales azt felelte, hogy a Wikipédia csak neves tudományos folyóiratokban lévő információt közöl.
A Wikipédiát megvádolták a szkeptikusok a tudományos fősodron kívüli nézetek elleni egyenlőtlenségekkel. Brian Martin a szkeptikusok befolyását vizsgálta a Wikipédia-bejegyzések és az általuk használt jellemző technikák közti párhuzamokat vizsgálva, eredménye „nem bizonyítja, hogy a szkeptikusok alakítanák a Wikipédiát, de kompatibilis ezzel”.

### Szexuális tartalom
A Wikipédiáról a képi szexuális tartalom megengedése miatt is írtak kritikát. A gyermekvédelmi oldal szerint ez sok szócikken jelenik meg figyelmeztetés és korhatár nélkül.
A Virgin Killer – a német Scorpions zenekar 1976-os albuma – szócikke az eredeti borítóról tartalmaz képet, rajta meztelen kiskorú lánnyal. 2008 decemberében az Internet Watch Foundation, egy nonprofit, nem kormányzati szervezet a cikket tiltólistára tette a kép ízléstelenségére hivatkozva. Emiatt a legtöbb szolgáltató blokkolta a hozzáférést a laphoz 4 napra az Egyesült Királyságban. Seth Finkelstein a The Guardianben azt írta, hogy az album körüli vita az azonosíthatóság hiányára utal, különösen szexuális tartalom esetén. Például Wikipe-tan lolicon-változatainak törlése kisebb vitát keltett. A törlést a nem lolicon-változatok támogatásaként fogták fel, amit Wales cáfolt: „Nem kedvelem a Wikipe-tant és sose kedveltem.” Finkelstein szerint a Wikipédia feudálisan van felépítve, megnehezítve a közösségnek a hasonló kérdések megoldását, és gyakran felülről jövő közbelépést szükségessé téve.

### Vandáloknak való kitettség

Vandalizmus egy Wikipédia-szócikken

Mivel online enciklopédia, melyet majdnem mindenki szerkeszthet, a Wikipédián problémát jelent a szócikkek vandalizmusa, mely jelentheti szócikkek kiürítését, obszcén szavak, hoaxok vagy értelmetlenségek beillesztését. A Wikipédián számos eszköz van, melyet szerkesztők és adminisztrátorok is használhatnak a vandalizmus ellen, például a vandálok blokkolása és kitiltása vagy a vandalizmust észlelő és eltávolító botok. A projekt támogatói szerint a legtöbb vandalizmus rövid időn belül visszavonásra kerül, és a MIT Media Lab kutatója, Fernanda Viégas és az IBM Research kutatói, Martin Wattenberg és Kushal Dave tanulmánya szerint a legtöbb vandalizmust mintegy 5 percen belül visszavonják, azonban azt is mondják, hogy „lehetetlen a vandalizmust pontosan definiálni”. Míg a legtöbb ürítés vagy sértéshozzáadás hamar visszavonásra kerül, a kevésbé egyértelmű vagy kevésbé látogatott lapon történő vandalizmus hosszabb ideig megmarad.
Egy 2007-es konferencia szerint minden 271. szócikkben volt „sérült” tartalom. Ezek nagyrészt értelmetlenségek voltak, 20%-ban viszont tényleges félrevezetés volt. A károk 42%-a visszavonásra kerül, mielőtt egy olvasó a szócikkre kattintott, és 80%, mielőtt 30 ember kattintott volna rá.

### Adatvédelmi kérdések
A legtöbb adatvédelmi kérdés kormányzati vagy alkalmazói adatgyűjtésre, számítógépes vagy elektronikus figyelésre vagy szervezetközi adatkereskedelemre vonatkozik. James Donnelly és Jenifer Haeckel szerint „az internet konfliktusokat okozott a személyes adatvédelem, a kereskedelmi és a társadalmi érdekek közt. A felek jogainak kiegyensúlyozása, ahogy a technológia megváltoztatja a társadalmat, nem könnyű. Jelenleg lehetetlen a jogszabály útját megjósolni” a problémával kapcsolatban.
A Wikipédia esetén a kérdés egy magánszemély adatvédelmének megőrzése – hogy ne váljék a törvény számára közszereplővé.
2005-ben az Agence France-Presse Daniel Brandtot, a Wikipedia Watch tulajdonosát idézte, ahol ezt mondta: „a legnagyobb probléma, hogy senki, se a Wikimédia Alapítvány kuratóriuma, se a Wikipédiáért felelős önkéntesek nem érzik magukat a tartalomért felelősnek”.
2006 januárjában egy német bíróság a német Wikipédiát annak németországi leállására ítélte, mivel Boris Floricic, más néven Tron, egy elhunyt hacker neve volt olvasható rajta. Egész pontosan a bíróság azt rendelte el, hogy a .de doménben lévő URL (http://www.wikipedia.de/) nem irányíthat át az enciklopédia floridai szervereire (http://de.wikipedia.org), azonban az utóbbi URL továbbra is használható volt közvetlenül. Ezt Floricic szüleinek a pere okozta, ahol azt kérték, hogy a fiuk keresztnevét távolítsák el a Wikipédiáról. 2006. február 9-én az ítéletet visszavonták, visszavonva, hogy Tron vagy a szülei magánéleti joga sérült volna.

## A közösség kritikája

### Jimmy Wales szerepe
A Wikipédia-szerkesztők közösségét egy személy kiemeléséért is kritizálták. Wales szerepét egyes szócikkek tartalmának meghatározásában is kritizálták, szemben a Wikipédia által állítólag kapott független szellemmel. 2007 elején Wales elutasította a Wikipédia-modell kritikáját: „Nem észlelek problémát az eszmék aminőségével kapcsolatban. Nem ismerek jobb minőségű írást sehol.”

### Összeférhetetlenségi esetek
Egy Business Insider-cikk egy 2012. szeptemberi vitáról írt, ahol két alapítványi alkalmazottról kiderült, hogy PR-üzletet folytattak, és a Wikipédiát az ügyfeleikért szerkesztették.

### Tisztességtelen bánásmód a nőkkel
2015-ben a The Atlantic egy Emma Paling által írt történetet közölt egy szerkesztőről, aki nem tudott felmentést kapni a Wikitanácstól a Wikipédián kívüli zaklatásért. Paling egy ekkori tagot idézett a nemi egyenlőtlenségekről a tanácsban.
A Slate online magazinban David Auerbach kritizálta a tanács döntését, ahol egy nőt határozatlanul blokkoltak az ellenfelek blokkolása nélkül a 2014. decemberi Gender Gap Task Force-ügyben. Saját élmnéyeit is megemlíti azokkal, akiket „a blokkolhatatlanoknak” nevez: olyan szerkesztők, akiknek elég támogatójuk van, így megmenekülhetnek a vádak alól –, és hogy általános reakcióhiányt vagy idegenkedést vett észre külső véleményekkel szemben az angol Wikipédián. Auerbach szerint a bennfentesek használta vulgáris nyelv rendszerszintű védelme az általa leírt toxicitás tünete.
2015 januárjában a The Guardian beszámolt arról, hogy a Wikitanács öt feminista szerkesztőt blokkolt nemekkel kapcsolatos szócikkektől egy, a „Gamergate-ellentéthez” kapcsolódó ügyben, ahol egy tisztességtelenséget feltételező szerkesztőt idéztek. Más szerkesztők, például a Gawkertől és a ThinkProgresstől, további elemzést szolgáltattak a The Guardian történetét forrásként megadva. A The Washington Postban, a Slate-ben és a Social Textben megjelent beszámolók e szócikkeket „hibásnak” vagy pontatlannak írták le, leírva, hogy az indítvány ügye még nem zárult le a közzététel idejekor, és nem tiltottak még el senkit. Az eredmény közzététele után a Gawker megírta, hogy „a WT hat szerkesztőt büntetett meg, akik tág értelemben »anti-Gamergate«-ként és ötöt, akik »pro-Gamergate«-ként sorolhatók be”. Később létrejött egy, a helyzettel kapcsolatos „ArbitrationGate” című cikk, amit gyorsan töröltek, míg a The Guardian később helyesbítette cikkét. A Tanács és a Wikimédia Alapítvány sajtóközleményeket közölt, ahol azt állították, hogy a Gamergate a Gamergate cikkének „csatatérre való hasonlítása” miatt történt, ahol „az egyes felek megszegték a közösségi irányelveket és útmutatókat a viselkedésről”, és hogy a tanács teljesítette szerepét, a „civil, konstruktív légkör fenntartását”. A tanács azt is írta, hogy nem szabályozza a szócikkek tartalmát vagy ítélkezik a felek nézeteiről. Michael Mandiberget, a Social Text újságíróját ez se győzte meg.

### Horvát Wikipédia
A horvát Wikipédián egy adminisztrátorcsoportot kritizáltak az LMBT-jogok mellett kiálló szerkesztők blokkolásáért. Egy, az index.hr-nek adott interjúban Robert Kurelić, a Pulai Juraj Dobrila Egyetem történészprofesszora azt mondta, hogy „a horvát Wikipédia csak egy eszköz, amit adminisztrátorai használnak saját politikai nézeteik erősítésére, hamis és eltorzított tényeket eredményezve”. Két különösen kiemelkedő példaként megemlítette az isztrianizmus (egy isztriai regionalista mozgalom) szócikkét, mely szerint az „egy horvátok számának csökkentésére irányuló mozgalom”, és az antifasizmus szócikkét, mely szerint az éppen az az ellentettje annak, amit valójában jelent. Kurelić megemlítette, hogy „jó lenne, ha több ember írna a Wikipédiára”, mivel az „adminisztrátorok szeretnék a középiskolai és egyetemi tanulókat, a Wikipédia leggyakoribb használóit kihasználni véleményük és attitűdjük megváltoztatására, ami súlyos probléma”.
2013-ban Horvátország oktatási minisztere, Željko Jovanović javasolta a horvát Wikipédia elkerülését. A Novi listnek adott interjújában Jovanović ezt mondta:

„A nyíltság és relevancia fogalma, melyet a Wikipédia el tud érni, és el is érendő, figyelmen kívül maradt – ami bizonyára nem volt célja a készítőknek vagy a világ számos emberének, akik megosztják a tudásukat és idejüket a használatával. A horvát tanulókat félrevezették, ezért sajnos figyelmeztetnünk kell, hogy a horvát Wikipédia tartalmának nagy része nemcsak vitatott, hanem egyértelmű hazugság[okat tartalmaz], ezért javaslom megbízhatóbb források használatát, például az angol és más nagyobb nyelvű Wikipédiát.”

Jovanović a horvát Wikipédia-szerkesztőkről is tett megjegyzést – őket „a horvát Wikipédia szerkesztési jogát elbitorolt kisebbségnek” nevezve.

### Megerősíthető azonosságok hiánya

#### Adminisztrátorok és Wikitanács-tagok esetei
David Boothroyd, Wikipédia-szerkesztő és az Egyesült Királyság Munkáspártjának tagja vitát készített 2009-ben, amikor a Wikipedia Review szerkesztője, „Tarantino” felfedezte, hogy zoknibábjai voltak Dbiv, Fys és Sam Blacketer néven. Miután egyik fiókjával  adminisztrátor lett, majd az adminisztrátori eszközök hibás használatáért megszűnt az lenni, Boothroyd Sam Blacketer nevű zoknibábjával 2007 áprilisában ismét az lett. Ugyanez évben később ugyane fiók az angol Wikipédia tanácsának tagja lett. Sam Blacketer nevű fiókjával Boothroyd számos, az Egyesült Királysághoz kötődő cikket szerkesztett, például a konzervatív párt vezetőjéét, David Cameronét. Boothroyd ezután visszavonult adminisztrátorként és tanácstagként is.

#### Essjay-vita

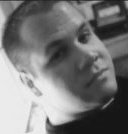
Essjay

2006 júliusában a The New Yorker Stacy Schiff-fel hosszú írást közölt egy erősen megbízhatónak tekintett szerkesztőről. A kezdeti változat egy Essjay szerkesztői nevű adminisztrátorral készült interjút is tartalmazott, aki magát teológusprofesszornak írta le. Később kiürített szerkesztői lapján ezt írta:

„Teológiaprofesszor vagyok egy, az Egyesült Államok keleti részén lévő magánegyetemen. Alap- és felsőfokú teológiai képzésen is tanítok. Folyamatosan megkérnek az intézmény nevének felfedésére, azonban nem teszem ezt meg. Nem vagyok biztos a következményeiben, és szerintem az egyik legjobb, ha anonim maradok.”

Essjay azt is mondta, hogy 4 akadémiai címe (Bachelor of Arts in religious studies (B.A.), Master of Arts in religion (M.A.R.), Doctorate of Philosophy in theology (Ph.D.), valamint a Doctorate in Canon Law (JCD)) van. Essjay főképp vallási témájú szócikkeket szerkesztett, például a penitenciáról, az árváltoztatásról és a pápai tiaráról, egyszer szakértői véleményt kértek tőle Szűz Mária helyzetéről a római katolikus egyházban. 2007 januárjában a Wales és Angela Beesley által alapított Wikia felvette menedzserként. Februárban Wales a Wikipédia tanácsának, egy vitatott esetben a Wikipédia szabályai alkalmazására jogosult csoportnak a tagjává tette.

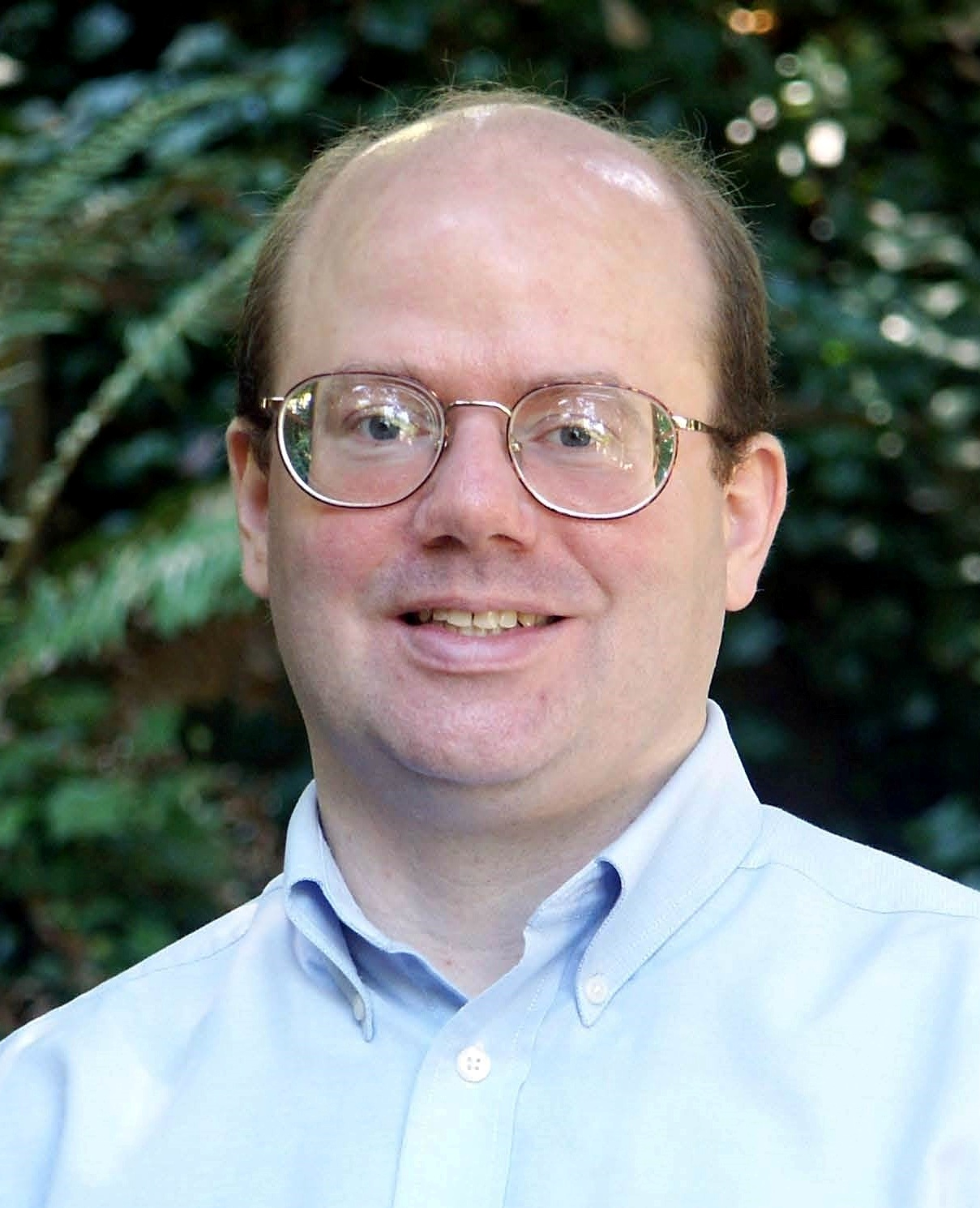
A Wikipédia társalapítója, Larry Sanger, aki azt elhagyva megalapította a Citizendiumot

2007. február végén a The New Yorker a Wikipédiáról szóló cikkében megjegyezte, hogy Essjay valójában egy kentuckyi 24 éves korábbi hallgató, Ryan Jordan felsőfokú képzettség és tanári tapasztalat nélkül. Jimmy Wales hamar beszélt erről: „Ezt álnévnek tekintem, és nincs vele problémám.” Larry Sanger, a Wikipédia társalapítója a Citizendiumon válaszolt Walesnek, kezdeti reakcióját „lélegzetelállítónak és tragikusnak” nevezve. Sanger szerint a vita „közvetlenül a Wikipédia kezelésének ítéletére és értékeire utal”.
Wales későbbi közleményében leírta, hogy nem tudta korábban, hogy „EssJay hamis adatokat használt tartalmi vitákban”, és hogy „megkérte EssJay-t pozíciói megvonására a Wikipédia közösségében”. Sanger másnap ezt válaszolta: „Úgy tűnik, Jimmy semmi rosszat, semmi bizalomsértőt nem talál a felsőfokú eredményekkel való nyílt és hamis dicsekvésben a Wikipédián. De egyértelműen van valami rossz, és éppúgy zavarja a Wikipédia vezetőjét, hogy nem lát benne semmi rosszat.”
Március 4-én Essjay szerkesztői lapján leírta, hogy elhagyja a Wikipédiát és visszavonul pozíciójából a Wikián is. A The Courier-Journal (Louisville) szerint a Wikia-lapon szereplő új összefoglaló túlzó volt. A The New Yorker 2007. március 19-i száma Walestől egy formális bocsánatkérést közölt az újságtól és Stacy Schifftől Essjay hamis állításaiért.
Az esetről a New York Times megjegyezte, hogy a Wikipédia-közösség válaszolt a „tömeg haragjára”, és észrevette:

„Az Essjay-epizód megmutatja a sok jóhiszemű, gyakran anonim vagy saját felhasználónévvel közreműködő általi együttműködés néhány árnyoldalát. De megmutatja, hogy a Wikipédia átláthatósága – minden szerkesztés el van mentve – hogy teszi lehetővé az olvasóknak a feltételezett csalásokra való reakciót.”

Az Essjay-esetről sok helyen számoltak be, beléertve az ABC World News with Charles Gibson című műsorát és az Associated Press 2007. március 7-i történetét. Ez esetnek következménye volt egy tervezet is, mely szerint a magukat akadémiai minősítéssel rendelkezőnek mondó szerkesztőknek bizonyítaniuk kell ezt tartalmi vitákban való alkalmazásuk előtt. Ezt nem fogadták el.

#### Anonimitás
A Wikipédiával szemben kritikát fogalmaztak meg az anonim (regisztrált fiók nélküli, IP-címről történő) vagy pszeudonim (regisztrált fiókkal történő) szerkesztés miatt, a kritikusok szerint ez a szerzők megnevezhetetlenségéhez vezethet. Ez néha rossz viselkedéshez vezet a szerkesztők közti vitákban. Adatvédelmi okokból a Wikipédia megtiltja a szerkesztőknek más szerkesztők információinak kiadását.

## Az eljárások kritikája

### Viták, szerkesztési háborúk és zaklatás
A viták szintjét megkérdőjelezték emberek, akik észrevették, hogy egyes szerkesztők hosszú pontlistát készíthetnek és számos megfigyelést felsorolhatnak, amiket teljesen figyelmen kívül hagynak az oldalon. Egy Wikipédia-szócikkekről szóló akadémiai tanulmány szerint a szerkesztők közti viták ellentmondásos területen gyakran kontraproduktív perpatvarrá váltak:

„A vitathatatlan, „stabil” témákon az önkiválasztás lehetővé teszi a szerkesztőcsoportok tagjainak egymással való együttélését érdekeik, hátterük és a téma megértése terén […] Vitatott területek esetén azonban az önkiválasztás nagyon rosszul igazodó csoportot eredményez. Ez a csoporttagok közt konfliktushoz, folytonos szerkesztési háborúkhoz vezethet, és formális munkakoordinációt vagy kontrollmechanizmusokat igényel. Ide tartozhatnak az adminisztrátorok közbelépése, akik a vitarendezést és mediációt végzik, vagy teljesen letiltják vagy korlátozzák és koordinálják a szerkesztések típusát és forrásait.”

2008-ban a Palo Altó-i Kutatási Központ kutatócsapata kimutatta, hogy a havi 2–9-szer szerkesztők változtatásainak visszavonási aránya a 2004-es 5%-ról 15%-ra emelkedett, a havi egyszer szerkesztők szerkesztéseinek 25%-át vonják vissza. A The Economist szerint „a Wikipédia törléspárti őreinek viselkedése, akik bármit kivágnak, ami nem felel meg a szabályaiknak, tetteiket rövidítésviharral igazolják, az úgynevezett »wikijogászkodás«”. A 2007-es irányelvváltozások óta tartó szerkesztőszám-csökkenésnekről egy másik tanulmány azt írta, hogy ennek oka, hogy „a kezdőket automata minőség-ellenőrző rendszerek üdvözlik, és a szabályrendszer bonyolultsága legyőzi őket”.
Egy további kritika a szerkesztők hiedelmeikkel kapcsolatos erőfeszítéseiről szól, akik azt kívánják elérni, hogy nézőpontjuk uralkodjék a szócikkeken, különösen vitatott témák esetén. Ez néha szerkesztési háborúkat és a lapok védelmét idézi elő. Ezért az angol Wikipédián létrehoztak egy tanácsot, melynek célja a legrosszabb esetek kezelése – azonban ezt megelőzően érdemes egy vitarendezési stratégiát alkalmazni. Szintén a folytonos visszaállítás megakadályozására hozta létre Jimmy Wales a „három visszaállítás szabályát”, aminek értelmében az egy napon 3-nál több visszaállítást egy szócikken végző szerkesztő blokkolható.
A The Brooklyn Rail egy 2008-as cikkében David Shankbone azt állította, hogy a Wikipédián végzett tevékenysége miatt zaklatták, nem kapott támogatást a Wikimédia Alapítványtól, és a Wikipédia közösségétől is változó támogatást kapott. Ezt írta: „Ha a Wikipédián célpont leszel, ne számíts támogató közösségre”.
David Auerbach, a Slate újságírója ezt mondta:

„Nem túlzok, mikor azt mondom, hogy ez áll a legközelebb Franz Kafka A peréhez, aminek valaha tanúja voltam, ahol a szerkesztők és adminisztrátorok ellentétes és zavaros tanácsot adnak, a panaszokat a panaszkodókra dobják, akiket fegyelmeznek a panaszokért, és a szabályok kevéssé konzisztensek. Az itt töltött rövid időmben sokszor vettem észre szerkesztőket, akik egy gondot rövidítésekkel magyaráznak el, és közben megfordulva azt mondják: „Ne törődj a szabályokkal”, ha ellenük használják őket […] A probléma oka, hogy az adminisztrátorok és a régi szerkesztők erődmentalitást építettek ki, ahol az új szerkesztőket veszélyes betolakodóknak látják, akik elrontják a szép enciklopédiát, így őket ellenségként kezelik és megbüntetik.”

A Wikipédia vélt negatív hatások elleni gyengeségeit is felhozták kritikaként. Egyszer egy régi szerkesztőt a többiek általi visszaélés és a kitiltása majdnem a halálba vitt.
A probléma megoldására létrejött egy új szabálytervezet a toxikus viselkedéssel szembeni küzdelemre. A szabály két részletben jött létre: először a személyes és virtuális eseményekről, chatszobákról és a többi projektről szóló szabályokat fektették le. Ezután a szabályok betartatásáról szóló második rész következett.

### Megegyezés és az „egyesült elme”
Oliver Kamm egy The Times-cikkében azt mondta, hogy a Wikipédia konszenzuson való alapulása a tartalomkészítéshez vitatott:

„A Wikipédia nem az igazságot, hanem a konszenzust keresi, és mint egy megszakítható politikai találkozón, a végeredményt a leghangosabb és legállandóbb hangok uralják.”

Benjamin Mako Hill, a Wikimédia tanácsadója is beszélt a Wikipédia aránytalan nézőpont-képviseletéről:

„
A Wikipédiában megnyerhetők állandósággal viták. Ha jobban érdekel, és tovább érvelsz, végül nyersz. Ennek eredményeként gyakran akik azt szeretnék, hogy a Wikipédia egy dolgot állítson róluk, nyernek azokkal szemben, akik csupán szilárd, semleges és megbízható enciklopédiát szeretnének. E szerkesztőknek ugyanis kevesebb vesztenivalójuk van, és figyelmük jobban megoszlik.
”

Dariusz Jemielniak ezt mondta:

„Az ellenfél kifárasztása gyakori stratégia a tapasztalt szerkesztők közt […] Sokszor alkalmaztam ezt.”

Digital Maoism: The Hazards of the New Online Collectivism című cikkében, melyet először az Edge: The Third Culture közölt 2006. május 30-án, Jaron Lanier, informatikus és teoretikus a Wikipédiát „egyesült elmeként” írja le, mely „nagyrészt buta és unalmas”, feltéve a kérdést: „miért figyeljünk rá?” Tézise szerint:

„A probléma a Wikipédia elismertté használatossá válásában rejlik – hogy lett ilyen fontos ilyen gyorsan. És ez egy új online kollektivizmus létrejöttének része, mely nem kevesebb, mint hogy a közösség mindentudó, hogy elfogadható a legigazabb és legerősebb módon a közösséget irányító szűk keresztmetszet irányítása. Ez más, mint a képviseleti demokrácia vagy a meritokrácia. Ez súlyos következményekkel járt, amikor a szélsőbal- vagy -jobboldal ránk kényszerítette különböző történelmi korokban. Hogy ezt újra bevetik fontos technológusok és futuristák, sok esetben általam ismert és kedvelt emberek, nem teszik veszélytelenné.”

Lanier azt is mondta, hogy a jelenlegi gazdasági trend az információgyűjtők jutalmazása szemben az azt létrehozókéval. Az „új üzleti modellek” hiányában a tartalomigényt a középszer elégíti ki, lecsökkentve vagy megszüntetve az új tudás létrehozásának igényét.
Lanier véleményei erős ellentéteket okoztak. Clay Shirky szerint a Wikipédia számos belső irányítással rendelkezik, és nem csupán buták erőfeszítéseinek tömege:

„Az egyesültelme-retorikának se a támogatói, se az ellenzői nem mondtak sokat a Wikipédiáról, mivel mindkét csoport figyelmen kívül hagyja a részleteket […] A Wikipédia leginkább egy lelkes közösség, mely egyre több szabályzó mechanizmust használ a sok szerkesztés kezelésére […] Magára a Wikipediára vonatkozóan a Seigenthaler/Kennedy-vita gondolatolvasást és új irányításokat is hozott, melyek közé az egyéni felelősségre tett nagyobb hangsúly is tartozik, melyek működését a „Digital Maoism" cáfolja.”

### Túlzott szabályozások
A Wikimédia Alapítvánnyal kapcsolatban gyakori érv, hogy a Wikipédia egyre bonyolultabb irányelvei és útmutatói vonják el a webhely új szerkesztőit. Kat Walsh, korábbi vezetőt 2009-ben idézték a projekt kritikájával kapcsolatban, mely szerint „könnyebb volt, amikor 2004-ben csatlakoztam […] Minden kevésbé volt bonyolult […] Egyre nehezebb az új embereknek alkalmazkodni.” Oliver Moran, adminisztrátor az „irányelvterjedést” tekinti fő akadálynak, és szerinte „a ma az oldalt működtető laza, becslések szerint 90%-ban férfiakból álló csoport összeroppantó bürokráciát működtet gyakran nyers légkörrel, eltántorítva a Wikipédiában a részvételt és a tartalmat növelni kívánó kezdőket”. Jemielniak a tartalmat és viselkedést irányító szabályok komplexitását tekinti az új szerkesztők tanulását akadályozó tényezőnek. 2014-ben Jemielniak javasolta a szabályok átírását és áthidalását azok komplexitását és méretét csökkentendő.

### Társadalmi rétegződés
A Wikipédián lévő folyamatok demokratikusságának érzete ellenére „kevés ember adja a műsort”, beleértve az adminisztrátorokat, a bürokratákat, az intézőket, az IP-ellenőröket, a mediátorokat, a Wikitanácsokat és az adatvédelmi biztosokat. Egy Wikipédián lévő konfliktusokról szóló 2007-es cikkben a The Guardian „egyes szerkesztők negatív reakcióiról” írt, „akik szerint a blokkolás a projekt nyíltságát gátolja, és az átlagos felhasználók és az adminisztrátorok közti eltérések a vandalizmus okai is lehetnek” egy felhasználó élményei alapján, aki vandál lett, miután szerkesztéseit visszavonták, és blokkolták szerkesztési háborúzásért.